# Спорыш песчаный
Спорыш песчаный (лат. Polygonum arenarium), — вид травянистых растений рода Спорыш (Polygonum) семейства Гречишные (Polygonaceae). Встречается также под устаревшим синонимичным названием Горец песчаный.

## Ботаническое описание
Однолетнее травянистое растение с ветвистым от основания стеблем 15—50 см высотой с простёртыми ила приподнимающимися ветвями. Раструбы в своей верхней половине беловато-плёнчатые и рассечённые на узкие доли. Листья линейно-ланцетовидные или линейные, острые, при основании суженные в короткий черешок, с почти незаметными боковыми жилками, 1—3 см длиной и 1—3 мм шириной.
Цветки собраны пучками по 2—3 вместе или одиночные на верхушке ветвей и стебля безлистными или лишь в нижней части облиственными, тонкими, прерывистыми, собранными метельчато короткими (1—2, редко более см длиной) кистями. Околоцветник глубоко 5-раздельный, почти весь окрашенный в розовый или белый цвет, около 2 мм длиной. Тычинок 8, с сильно расширенными при основании нитями. Пестик с 3 короткими столбиками и 3-гранной завязью. Орешки трёхгранно-яйцевидные, около 2 мм длиной, гладкие и блестящие.

## Распространение и экология
Евразия. Обитает на песчаной почве по возвышенным сухим местам, песках приречных надпойменных террас, солонцеватых и солончаковых лугах, степных понижениях, иногда на железнодорожных путях.

## Таксономия

### Синонимы
- Centinodia arenaria (Waldst. & Kit.) Fourr.
- Polygonum aphyllum (Hayne) Krock.
- Polygonum divaricatum Less.
- Polygonum equisetiforme J.Mayer ex Ten.
- Polygonum junceum Ledeb.
- Polygonum pseudoarenarium Klokov — Горец ложнопесчаный, или Спорыш ложнопесчаный
- Polygonum venantianum Clementi

и другие.

### Подвиды
- Polygonum arenarium subsp. arenarium
- Polygonum arenarium subsp. pulchellum (Loisel.) Thell. [syn.  Polygonum pulchellum Loisel. — Горец красивый, или Спорыш красивый]